# Дагоберт I
Дагоберт I, наричан Дагоберт Добрия (Dagobert I.; Dagobert der Gute * 608 или 610; † 19 януари 639 г. в Епине сюр Сен) е от 623 г. под-крал на Австразия и от 629 г. крал на франките.

## Живот
Син е на крал Хлотар II от династията Меровинги.
Неговите съветници са Пипин Ланденски и владиката Арнулф от Мец. Като крал Дагоберт избира Париж за своя столица. Той е много религиозен и строи Базиликата Сен Дени при Бенедиктинския манастир северно от Париж.
Има успех в похода си против баските, но търпи поражения в битките си със саксите и славяните на Само.

## Фамилия
Женен е четири пъти.
През 633 г. издига тригодишния си извънбрачен син Сигиберт III (630 – 656) за под-крал на Австразия. Единственият му легитимен син е по-късният крал Хлодвиг II (634 – 657).